# Вадефуль, Йоханн
Йоханн Давид Вадефуль (нем. Johann David Wadephul [ˈjoːhan ˈvaːdəˌfuːl]; род. 10 февраля 1963, Хузум, Шлезвиг-Гольштейн) — немецкий политический и государственный деятель, депутат бундестага от партии Христианско-демократический союз (ХДС). Министр иностранных дел Германии с 6 мая 2025 года.

## Биография
Родился 10 февраля 1963 года в Хузуме (ФРГ). В 1981 году окончил среднюю школу в Мельдорфе, в 1986 году завершил военную службу в звании старшего лейтенанта (впоследствии был повышен в звании) и начал изучать право в Киле. В 1991 году выдержал предварительный экзамен, в 1992—1993 годах являлся стипендиатом Фонда Конрада Аденауэра, в 1996 году защитил диссертацию по теме «Соглашение партнеров по бизнесу», работал в судебном округе Киля.
В 1982 году вступил в ХДС и Молодёжный союз Германии. С 2000 по 2002 год возглавлял земельную организацию ХДС в Шлезвиг-Гольштейне. В 2000—2009 годах являлся депутатом ландтага, в 2005—2009 годах возглавлял партийную фракцию в ландтаге. С 2009 года — депутат бундестага (в 2021 году проиграл выборы в своём округе Рендсбург-Эккернферд социал-демократу Шёнке Риксу, набравшему 30,7 % голосов против 29,7 % у Вадефуля), в 2025 году вернул себе прежний мандат. В 2023 году получил звание подполковника запаса, с ноября 2024 года — вице-президент Парламентской ассамблеи НАТО.
6 мая 2025 года получил портфель министра иностранных дел при формировании правительства Фридриха Мерца.